# Comuna Sarmizegetusa, Hunedoara
Sarmizegetusa (în maghiară: Várhely, în germană: Burgort, Lagerdorf) este o comună în județul Hunedoara, Transilvania, România, formată din satele Breazova, Hobița-Grădiște, Păucinești, Sarmizegetusa (reședința) și Zeicani.

## Atracții turistice
- Ruinile orașului antic Ulpia Traiana Sarmizegetusa
- Cetatea dacică de la Zeicani
- Situl arheologic de la Breazova (Villa rustica de la Breazova)

## Demografie
Componența etnică a comunei Sarmizegetusa
     Români (94,7%)
     Alte etnii (0%)
     Necunoscută (5,3%)
Componența confesională a comunei Sarmizegetusa
     Ortodocși (86,64%)
     Penticostali (4,91%)
     Baptiști (2,16%)
     Alte religii (0,39%)
     Necunoscută (5,89%)
Conform recensământului efectuat în 2021, populația comunei Sarmizegetusa se ridică la 1.018 locuitori, în scădere față de recensământul anterior din 2011, când fuseseră înregistrați 1.209 locuitori. Majoritatea locuitorilor sunt români (94,7%), iar pentru 5,3% nu se cunoaște apartenența etnică. Din punct de vedere confesional, majoritatea locuitorilor sunt ortodocși (86,64%), cu minorități de penticostali (4,91%) și baptiști (2,16%), iar pentru 5,89% nu se cunoaște apartenența confesională.

## Politică și administrație
Comuna Sarmizegetusa este administrată de un primar și un consiliu local compus din 9 consilieri. Primarul, Aurora-Gina Socaciu[*], de la Partidul Social Democrat, este în funcție din 1 noiembrie 2024. Începând cu alegerile locale din 2024, consiliul local are următoarea componență pe partide politice:
|  | Partid                                 | Consilieri | Componența Consiliului | Componența Consiliului | Componența Consiliului |
|  | -------------------------------------- | ---------- | ---------------------- | ---------------------- | ---------------------- |
|  | Partidul Social Democrat               | 3          |                        |                        |                        |
|  | Partidul Național Liberal              | 3          |                        |                        |                        |
|  | Uniunea Democrată Maghiară din România | 1          |                        |                        |                        |
|  | Uniunea Salvați România                | 1          |                        |                        |                        |
|  | Partidul PRO România                   | 1          |                        |                        |                        |